# Cape Fear (álbum)
Cape Fear es el nombre del álbum debut (de Go Get Studios) de la banda canadiense de rock indie "Germans", publicado el 13 de febrero de 2007 en el Arena Rock Recording Co. label.

## Lista de canciones
1. "Tiger Vacuum Bottle"
2. "No Job"
3. "Nature's Mouth"
4. "I Am the Teacher"
5. "So It's Out!"
6. "Franchise"
7. "Pogos Abenteur"
8. "M. Bison"
9. "Brown's"

- Todas las canciones fueron escritas por los Germans, excepto "Pogos Abenteur".